# Tserendordschiin Amardschargal
Tserendordschiin Amardschargal (mongolisch Цэрэндоржийн Амаржаргал, englisch Tserendorj Amarjargal, wiss. Transliteration Cėrėndoržijn Amaržargal; geb. 25. Juni 1964) ist ein ehemaliger mongolischer Boxer. Bei den Olympischen Sommerspielen 1988 in Seoul trat er im Federgewicht (– 57 kg) an.

## Sport
Bei den Olympischen Spielen 1988 verlor er seinen Eröffnungskampf unter ungewöhnlichen Umständen gegen den Kanadier Jamie Pagendam. In der zweiten Runde wurde er im Stehen bis acht angezählt. Pagendam wurde anschließend in der zweiten Runde einmal niedergeschlagen, stand aber auf und schlug Tserendordschiin kurz darauf nieder. Danach zählte der ivorische Schiedsrichter Joseph Lougbo erneut im Stehen bis acht gegen den Mongolen an, was den Kampf gemäß den internationalen Regeln hätte beenden müssen. In der dritten Runde wurde Pagendam jedoch von Tserendordschiins Schlag gegen den Kopf außer Gefecht gesetzt, und Lougbo brach den Kampf ab und sprach dem Mongolen den Sieg zu. Danach protestierte Kanada und behauptete, Pagendam habe den Kampf in der zweiten Runde tatsächlich gewonnen. Der Protest wurde bestätigt und die International Boxing Association (AIBA) gab bekannt, dass der Schiedsrichter für den Rest der Spiele suspendiert wurde. Später erfuhren die Kanadier jedoch, dass Pagendam zwar den Kampf gewonnen hatte, aus medizinischen Gründen aber nicht weiter am Turnier teilnehmen konnte. Gemäß den AIBA-Regeln dürfen Kämpfer, deren Kämpfe wegen Kopftreffern abgebrochen wurden, 60 Tage lang nicht mehr antreten.
Tserendordschiin trat bei den Wettkämpfen der Freundschaft 1984 in Havanna im Bantagemwicht (– 54 kg) an. Dort verlor er seinen Eröffnungskampf gegen Tibor Botos aus Ungarn. Bei den Goodwill Games 1986 in Moskau verlor er gegen Bernard Price aus den Vereinigten Staaten. Bei den Boxweltmeisterschaften 1989 in Moskau verlor er gegen den späteren Bronzemedaillengewinner James Neil Nicolson aus Australien.